# Hospital Memorial Parkland

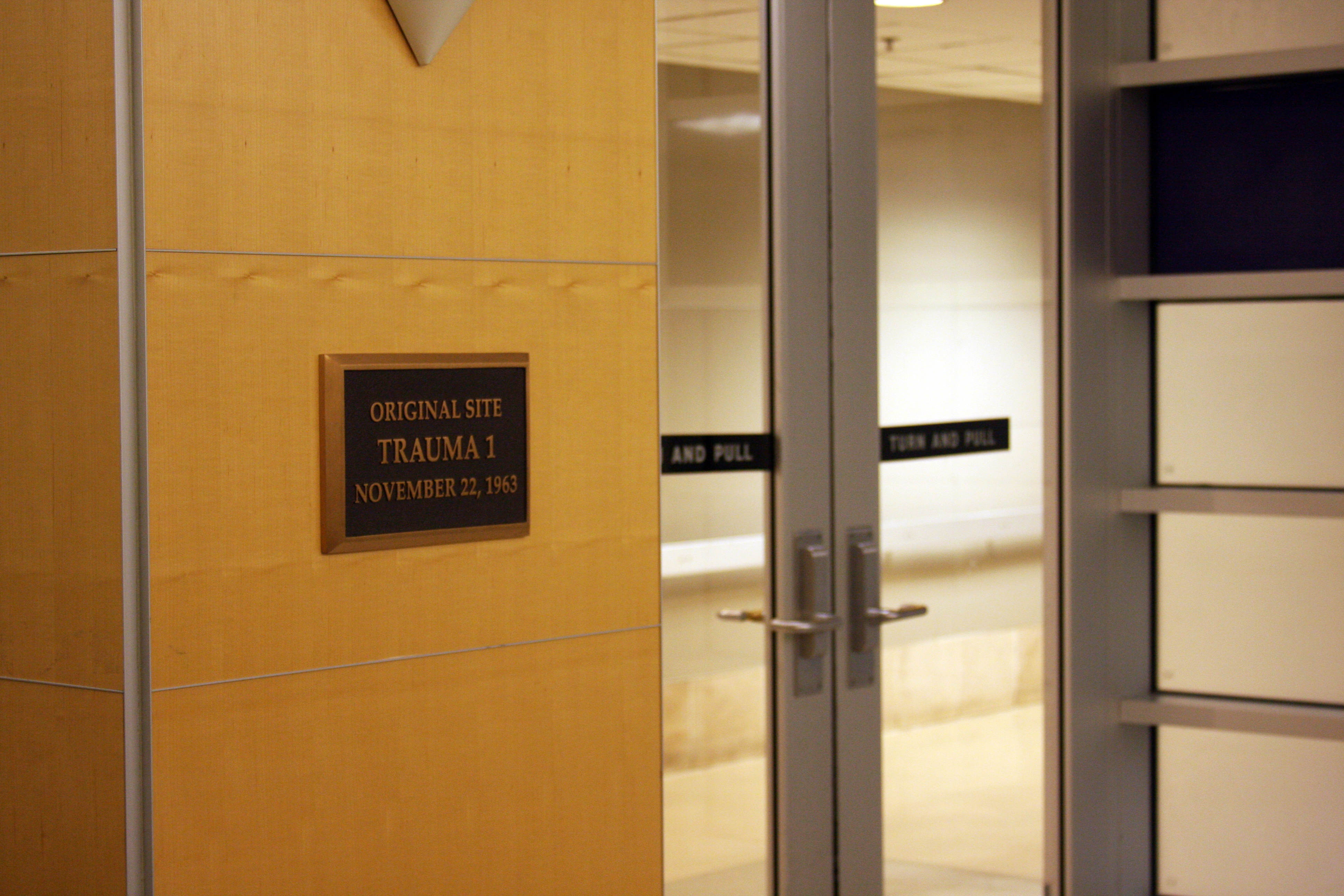
Placa que conmemora la Sala I donde fue tratado John Fitzgerald Kennedy, el 22 de noviembre de 1963.

El Parkland Memorial Hospital es el nosocomio público más importante del Condado de Dallas. Se estima que trata a más de un millón de pacientes al año.
El hospital es mundialmente famoso por ser donde el presidente John F. Kennedy fue atendido inmediatamente luego de ser herido y declarado muerto. Los hechos mencionados fueron plasmados en la película de 2013, Parkland.

## Historia
El hospital se inauguró en 1894 en un edificio de madera sobre un prado llamado Parkland, ya que el terreno fue originalmente comprado por la ciudad para hacer un parque. En 1913 se convirtió en el primer nosocomio de ladrillos de Texas.
En 1954, Parkland se mudó al 5201 Harry Hines Boulevard a una milla de su sitio original y su ubicación actual.

### Muerte de Kennedy
El mediodía del 22 de noviembre de 1963 la guardia fue sorprendida cuando agentes del Servicio Secreto de los Estados Unidos interrumpieron la sala de trauma con el trigésimo quinto Presidente en una camilla y una enorme herida por arma de fuego en la cabeza.
Tras el asombro inicial del personal, el paciente fue asistido por el joven médico residente Jim Carrico que al escuchar un leve latido inició inmediatamente la reanimación cardiopulmonar, minutos después el Dr. Malcolm Perry que se encontraba en una junta; llegó y se hizo cargo de la RCP. Al mismo tiempo el gobernador de Texas, John Connally, era atendido en la Sala II.
Finalmente el paro cardiorrespiratorio fue irreversible y a las 13:00 (media hora después del disparo mortal) el presidente fue declarado muerto. La esposa del difunto, Jackie Kennedy, estuvo presente todo el tiempo.

### Muerte de Oswald
Dos días después del magnicidio, el personal había presenciado por televisión en vivo, el ataque con arma de fuego al asesino del presidente Kennedy y esperó la llegada de Lee Harvey Oswald. Una enfermera derivó al herido a la Sala V ya que se negó a que el asesino sea atendido en el mismo lugar que donde murió su víctima.
Con una hemorragia interna, el riñón derecho y el bazo destruidos, los médicos (Perry y Carrico) no pudieron salvar al detenido. El 3 de enero de 1967 el asesino de Oswald, Jack Ruby, falleció en la misma sala producto del cáncer de pulmón.